# Список эпизодов телесериала «Хороший доктор»
Список эпизодов телесериала «Хороший доктор».

## Обзор сезонов
| Сезон | Сезон | Эпизоды | Оригинальная дата показа | Оригинальная дата показа | Рейтинг Нильсена | Рейтинг Нильсена    |
| Сезон | Сезон | Эпизоды | Премьера сезона          | Финал сезона             | Ранк             | Зрители в США (млн) |
| ----- | ----- | ------- | ------------------------ | ------------------------ | ---------------- | ------------------- |
|       | 1     | 18      | 25 сентября 2017         | 26 марта 2018            | 7                | 15,61               |
|       | 2     | 18      | 24 сентября 2018         | 11 марта 2019            | 12               | 12,20               |
|       | 3     | 20      | 23 сентября 2019         | 30 марта 2020            | 11               | 10,82               |
|       | 4     | 20      | 2 ноября 2020            | 7 июня 2021              | 19               | 8,16                |
|       | 5     | 18      | 27 сентября 2021         | 16 мая 2022              | 27               | 7,05                |
|       | 6     | 22      | 3 октября 2022           | 1 мая 2023               | 30               | 6,24                |
|       | 7     | 10      | 20 февраля 2024          | 21 мая 2024              | 41               | 5,11                |

## Список эпизодов

### Сезон 1 (2017—2018)
| № общий | № в сезоне | Название                                    | Режиссёр            | Автор сценария                  | Дата премьеры    | Зрители в США (млн) |
| --- | ---------- | ------------------------------------------- | ------------------- | ------------------------------- | ---------------- | ------------------- |
| 1 | 1          | «Горелая пища» «Burnt Food»                 | Сет Гордон          | Дэвид Шор                       | 25 сентября 2017 | 11,22               |
| Доктор Шон Мёрфи живёт с аутизмом, из-за которого у него есть проблемы с социализацией, и синдромом саванта, благодаря которому он является экспертом в области медицины. Он прибывает в Сан-Хосе, чтобы стать врачом-ординатором в больнице Сан-Бонавентура, но в аэропорту ему приходится спасать жизнь маленького мальчика. Тем временем в больнице наставник Шона, доктор Аарон Глассман, пытается уговорить совет врачей, обеспокоенный болезнью Шона, взять его на работу. |            |                                             |                     |                                 |                  |                     |
| 2 | 2          | «Гора Рашмор» «Mount Rushmore»              | Майк Листо          | Дэвид Шор                       | 2 октября 2017   | 10,93               |
| В первый же день Шона в качестве хирурга-резидента Мелэндес поручает юноше заняться пациентами неотложки, обратившимися за помощью с пустячными проблемами. Мёрфи предстоит узнать, что не все посетители клиники нуждаются в пристальной проверке их диагноза, а также научиться расставлять приоритеты при осмотре больных, различать сарказм и принимать благодарность от родственников спасённого человека. Тем временем Калу ставит под сомнение линию поведения Браун с коллегами и пациентами, а Эндрюс занимает собственную позицию по отношению к новичку.                                                                                 |            |                                             |                     |                                 |                  |                     |
| 3 | 3          | «Оливер» «Oliver»                           | Джон Дал            | Уильям Ротко                    | 9 октября 2017   | 10,69               |
| В госпитале планируют провести трансплантацию печени. Пока Браун с Мёрфи, преодолевая вставшие на их пути трудности, пытаются доставить орган из одной клиники в другую, Калу с Мелэндесом должны решить, имеет ли право пациент претендовать на операцию с учётом неожиданно открывшегося факта. Эндрюс же готовится к операции по восстановлению щеки богатому клиенту, однако изначально простая процедура оборачивается серьёзными осложнениями. Шон начинает осваиваться в новом жилище и заводит знакомство с соседкой. |            |                                             |                     |                                 |                  |                     |
| 4 | 4          | «Трубки» «Pipes»                            | Стивен ДеПаул       | Томас Л. Моран                  | 16 октября 2017  | 10,60               |
| К Мелэндесу обращается беременная женщина. У её ещё не рождённого ребенка обнаруживается серьёзная опухоль. Несмотря на риски, Нил планирует операцию, пока не сталкивается с нежеланием супруга пациентки подвергать свою жену смертельному риску. Перед медицинским советом встает дилемма, однако дальнейшие события и реакция на них пациентки и её мужа становятся сюрпризом для врачей. Тем временем к Мёрфи с Браун поступает пациентка с интимной проблемой, оказавшейся сложней, чем казалось поначалу. |            |                                             |                     |                                 |                  |                     |
| 5 | 5          | «0,3%» «Point Three Percent»                | Ларри Тенг          | Дэвид Хоселтон                  | 23 октября 2017  | 10,39               |
| Желая убедиться, что страшный диагноз маленького пациента поставлен верно, Шон перебирает все болезни и находит маловероятную возможность, что предыдущие анализы были не до конца верны. Однако правильно ли это — давать призрачную надежду уже смирившимся с неизбежным мальчику и его родителям? Между тем Калу и Мелэндес начинают диагностику пациента со странным приступом и непростыми отношениями с собственным сыном. Встреча с ним после долгой разлуки, возможно, и стала катализатором проблемы мужчины. |            |                                             |                     |                                 |                  |                     |
| 6 | 6          | «Не подделка» «Not Fake»                    | Майкл Патрик Янн    | Симран Байдуан                  | 30 октября 2017  | 10,60               |
| Перевернувшийся свадебный автобус обеспечивает докторов множеством пострадавших с самыми разнообразными и даже нестандартными травмами. Перед врачами встаёт вопрос об ампутации ноги жениху, но к делу подключается Браун с весьма новаторской идеей, и тогда между Мелэндесом и Престон начинается нешуточная борьба. Между тем Калу под впечатлением от обширных ожогов молодой пациентки делает всё, чтобы получить добро на применение экспериментального лечения. А попытка Клэр спасти оставшуюся на месте крушения женщину приводит к неожиданным для врача последствиям.                                                                   |            |                                             |                     |                                 |                  |                     |
| 7 | 7          | «22 шага» «22 Steps»                        | Дэвид Стрэйтон      | Джоанна Ли                      | 13 ноября 2017   | 10,14               |
| Мёрфи достается пациент с аутизмом, однако родителям больного приходится не по нраву тот факт, что лечащим врачом их сына оказывается человек со схожим заболеванием. Несмотря на уверенность, что с ней все в порядке, Клэр вскоре начинает замечать последствия произошедшего. По настоянию Глассмана она посещает психолога, но не решается признаться специалисту в своих проблемах. Калу же достается пожилой пациент, который, чувствуя одиночество и ненужность, пытается свести счёты с жизнью. |            |                                             |                     |                                 |                  |                     |
| 8 | 8          | «Яблоко» «Apple»                            | Нестор Карбонель    | Дэвид Рено                      | 20 ноября 2017   | 9,97                |
| Мёрфи попадает в эпицентр перестрелки, причиной которой частично становится он сам. Несмотря на возражения бойфренда пациентки с пулевым ранением, Шон оказывается одним из врачей, которым предстоит спасти девушку. Однако лечение больной осложняется, когда её органы начинают отказывать без видимых причин. В это же время Браун приходится ухаживать за самодовольным стрелком, который оказывается не только наркоманом и расистом, но и крайне неприятным типом, выводящим девушку из себя. |            |                                             |                     |                                 |                  |                     |
| 9 | 9          | «Неосязаемые активы» «Intangibles»          | Бронвен Хьюз        | Карен Страк                     | 27 ноября 2017   | 9,25                |
| Перед Браун и Карли встает неожиданная проблема, когда отправленные на биопсию ткани связок знаменитого автора подкастов неожиданно теряются. Мелэндес с подачи Аоки берется обследовать маленького мальчика с многочисленными пороками сердца, которого не получается спасти традиционными методами. По совету Шона Нил решает использовать только что разработанную ими технику, однако во время операции возникают неожиданные сложности. Тем временем Мёрфи берёт у Клэр уроки флирта, а также узнает неприятную новость от своего наставника.                                                                                                  |            |                                             |                     |                                 |                  |                     |
| 10 | 10         | «Жертва» «Sacrifice»                        | Майкл Патрик Янн    | Лойд Гилярд-младший             | 4 декабря 2017   | 9,03                |
| На этот раз врачам предстоит привести в порядок локоть профессионального спортсмена. Не вытянувшая «счастливый» билет Браун становится ассистентом на сложной операции в соседнем отделении. Поначалу занимательная работа омрачается неадекватным отношением лечащего врача к новенькой, что ставит Клэр в затруднительное положение. Тем временем при тщательном обследовании VIP-пациента становится ясно, что его лёгкая травма — на самом деле проявление серьёзной болезни, и шансы излечиться от неё ничтожно малы. |            |                                             |                     |                                 |                  |                     |
| 11 | 11         | «Острова. Часть первая» «Islands. Part One» | Билл Д'Элия         | Томас Л. Моран и Уильям Ротко   | 8 января 2018    | 8,30                |
| Чтобы дать Шону передохнуть от свалившихся на него потрясений, Лея решает отправиться с соседом в дорожное путешествие, а заодно обучить его кое-каким социальным навыкам. Во время спонтанной поездки Мёрфи в первый раз пробует алкоголь, садится за руль, а также учится заводить отношения с девушками. Тем временем в госпитале Мелэндес и Браун планируют провести пересадку почки от одного сиамского близнеца другому. Из-за возникших осложнений врачам приходится поднять вопрос о досрочном разделении сестёр. Калу между тем пытается оправдаться за свой поступок, в то время как Клэр ставит своего обидчика перед очевидным выбором. |            |                                             |                     |                                 |                  |                     |
| 12 | 12         | «Острова. Часть вторая» «Islands Part Two»  | Чери Нолан          | Томас Л. Моран и Уильям Ротко   | 15 января 2018   | 9,33                |
| Вдохновлённый примером Леи, Мёрфи принимает спонтанное решение, но вскоре юноше придется переосмыслить свою, казалось бы, отличную идею. Тем временем разделение близнецов проходит не совсем гладко — одна из девушек так и не приходит в сознание. А у второй по-прежнему критической остается проблема с сердцем. Это заставляет врачей сосредоточиться на спасении хотя бы одной из пациенток. Стремление же Калу вернуться именно в этот госпиталь переходит все морально-этические границы. Это хоть и дает ему то, чего он хотел, но настраивает некоторых коллег против мужчины.                                                            |            |                                             |                     |                                 |                  |                     |
| 13 | 13         | «Семь причин» «Seven Reasons»               | Майк Листо          | Дэвид Шор и Дэвид Хоселтон      | 22 января 2018   | 9,61                |
| Эндрюс назначает Калу с Мёрфи ассистировать Мелэндесу в, казалось бы, простой процедуре лечения ожога руки. Однако то, что Шон поначалу считал простым делом, становится гораздо интересней, когда у пациентки возникают различные боли неясного характера. Тем временем доктор Браун старается выяснить причину нежелания супруги больного соглашаться на операцию мужа. Кроме того, узнав о том, что Койла не уволили, а, напротив, повысили в должности, девушка решается продолжить борьбу против обидчика. Мёрфи же пытается установить семь причин лжи людей друг другу, параллельно сталкиваясь с новыми переменами в своей личной жизни.    |            |                                             |                     |                                 |                  |                     |
| 14 | 14         | «Она» «She»                                 | Сет Гордон          | Симран Байдуан                  | 5 февраля 2018   | 9,63                |
| Доктор Лим с Мелэндесом устраивают соревнование по успешному излечению больных, а призом являются привилегии для выигравшей команды. Команде Лим, Калу и Мёрфи достаётся трансгендерная девочка, чья проблема с яичками ставит перед её семьёй непростой выбор, от которого зависит будущее пациентки. Тем временем команде Нила, в которую входят Браун и новенькая Морган Резник, предстоит выяснить причину болей в животе у мужчины средних лет. Его проблемы оказываются серьёзней, чем полагали врачи. |            |                                             |                     |                                 |                  |                     |
| 15 | 15         | «От сердца» «Heartfelt»                     | Реджина Кинг        | Томас Л. Моран и Джоанна Ли     | 26 февраля 2018  | 7,82                |
| Мелэндес знакомит резидентов с их новым коллегой Алексом Парком, присоединившимся к программе в последнюю очередь и имеющим за плечами внушительный стаж работы в полиции. Вместе с Браун и Калу новичок берёт дело мальчика с отказывающей печенью, единственным донором которого становится раскаявшийся серийный убийца. Тем временем Лим, Мёрфи и Резник работают над случаем девочки-подростка с эктопией сердца, вылечить которую практически невозможно. Аоки ищет замену оратору на грядущем благотворительном вечере, а Шон пытается осознать важность внешнего вида и светских бесед на мероприятиях такого рода.                         |            |                                             |                     |                                 |                  |                     |
| 16 | 16         | «Боль» «Pain»                               | Эллисон Лидди-Браун | Уильям Л. Ротко и Дэвид Рено    | 12 марта 2018    | 9,88                |
| Во время обследования своего давнего пациента Мелэндес сталкивается с уникальным случаем: из-за изменений в организме у мужчины появляется шанс на возвращение подвижности его парализованной части тела. Однако вслед за радостной новостью следует и печальная — операция по восстановлению смертельно опасна. Между тем Резник пытается доказать Калу бесперспективность его попыток получить заветную должность, Браун ждёт неприятная встреча с когда-то предавшей её доверие матерью, а Эндрюс узнает о способе исполнить свою мечту. |            |                                             |                     |                                 |                  |                     |
| 17 | 17         | «Улыбка» «Smile»                            | Билл Д'Элия         | Дэвид Хоселтон и Карен Страк    | 19 марта 2018    | 9,03                |
| Когда поступившая на операцию девочка-подросток с атрофией лицевых мышц внезапно отказывается от хирургического вмешательства, Эндрюс винит во всем Мёрфи. Шон посвятил пациентку в детали возможных осложнений, однако дело оказывается совсем не в этом. Тем временем Калу вновь встречается с девушкой, чью жизнь он недавно спас, а Браун с Резник предстоит разобраться с больной, чью личность похитили ради бесплатного лечения. Между тем Шон пытается осознать важность невербальных эмоций и решает поставить наглядный эксперимент с участием своего старого друга.                                                                      |            |                                             |                     |                                 |                  |                     |
| 18 | 18         | «Больше» «More»                             | Майк Листо          | Дэвид Шор и Лойд Гилярд-младший | 26 марта 2018    | 9,52                |
| Несмотря на нежелание Глассмана обнародовать свой диагноз, новость о состоянии доктора распространяется во многом благодаря Мёрфи. В попытках придумать, как вылечить друга, он становится рассеянным на операциях. Тем временем Мелэндес и его команда стараются спасти юношу, поступившего с переломом ноги, но в итоге умирающего от неизвестной болезни. Аарон же пытается убедить Шона остановиться в поисках лечения его недуга, в то время как тот сознаётся перед коллегами в своей ошибке. |            |                                             |                     |                                 |                  |                     |

### Сезон 2 (2018—2019)
| № общий | № в сезоне | Название                                                   | Режиссёр            | Автор сценария                                           | Дата премьеры    | Зрители в США (млн) |
| --- | ---------- | ---------------------------------------------------------- | ------------------- | -------------------------------------------------------- | ---------------- | ------------------- |
| 19 | 1          | «Привет» «Hello»                                           | Майк Листо          | Фредди Хаймор                                            | 24 сентября 2018 | 7,35                |
| В свой последний рабочий день в больнице доктор Калу с помощью доктора Мёрфи диагностируют и оперируют опухоль головного мозга у бездомного Гарри, тем самым возвращая ему нормальную жизнь и семью. Доктор Глассман начинает долгий и сложный путь борьбы с раком. Шон Мёрфи решает пройти этот путь вместе со своим наставником. |            |                                                            |                     |                                                          |                  |                     |
| 20 | 2          | «Компромисс» «Middle Ground»                               | Стив Робин          | Дэвид Шор                                                | 1 октября 2018   | 7,20                |
| Доктор Лим проводит лабиопластику девушке, еще в раннем детстве подвергшейся жестокой процедуре обрезания со стороны своих родственников. Доктор Глассман сам становится пациентом клиники Сан-Бонавентура. Ему делают операцию по удалению опухоли головного мозга. Лея вернулась из Херши и временно живёт в квартире Шона. Но Шон, который не может пережить боль, причинённую ему девушкой, просит её уехать. |            |                                                            |                     |                                                          |                  |                     |
| 21 | 3          | «36 часов» «36 Hours»                                      | Ларри Тенг          | Томас Л. Моран                                           | 8 октября 2018   | 7,18                |
| Операция доктора Глассмана прошла хорошо, о чём ему и сообщает проведший у его постели всю ночь Шон. Шон крайне воодушевлён благоприятным исходом операции, но впереди его ждёт насыщенное событиями 36-часовое дежурство в отделении скорой помощи. |            |                                                            |                     |                                                          |                  |                     |
| 22 | 4          | «Синица» «Tough Titmouse»                                  | Стивен ДеПаул       | Дэвид Хоселтон                                           | 15 октября 2018  | 6,68                |
| Доктора Глассмана посещают послеоперационные галлюцинации. Он погружается в важный разговор с умершей дочерью Мэдди. Доктор Браун, доктор Мелендес и доктор Парк сталкиваются с непростым в моральном плане вопросом при общении с пациентами и их близкими: «Как можно дать совет, не используя своё личное прошлое?». |            |                                                            |                     |                                                          |                  |                     |
| 23 | 5          | «Пряник» «Carrots»                                         | Шарат Раджу         | Лиз Фридман                                              | 29 октября 2018  | 6,79                |
| Женщине, поступившей в больницу Сан-Бонавентура, требуется жизненно важная операция на сердце, которую её истощённый анорексией организм не перенесёт. Доктор Клэр Браун предлагает решить проблему питания хирургическим вмешательством в мозг. За спиной своего руководителя, доктора Нила Мелендеса, Клэр обсуждает рискованный вариант лечения с пациенткой и её мужем. Операция состоялась, но принесла много осложнений в дальнейшую работу доктора Браун в клинике. Она отстранена от участия во всех последующих операциях доктора Мелендеса. |            |                                                            |                     |                                                          |                  |                     |
| 24 | 6          | «Два слоя» «Two-Ply (or Not Two-Ply)»                      | Тара Николь Вейр    | Симран Байдуан                                           | 5 ноября 2018    | 6,57                |
| Шон и Лея переезжают в новую квартиру и учатся мирному соседству. Доктор Глассман возвращается из больницы домой, но вернуться к привычной самостоятельной жизни у него пока не получается. Доктору Морган Резник не удаётся спасти руку доверившейся ей пациентки-скрипачки. А доктор Клэр Браун блестяще находит и устраняет причину многолетних недомоганий девочки-подростка - маленькую деталь конструктора Лего, застрявшую в лёгких. |            |                                                            |                     |                                                          |                  |                     |
| 25 | 7          | «Хьюберт» «Hubert»                                         | Марисоль Адлер      | Дэвид Рено                                               | 12 ноября 2018   | 6,53                |
| Несмотря на серьезный конфликт со своим руководителем, доктором Нилом Мелендесом, Клэр обращается к нему с личной просьбой. А Шону Мёрфи выпадает возможность проявить себя не только талантливым врачом, но и выдающимся переговорщиком. Он в очередной раз спасает жизнь пациенту. |            |                                                            |                     |                                                          |                  |                     |
| 26 | 8          | «Истории» «Stories»                                        | Майкл Патрик Янн    | Сэл Каллерос                                             | 19 ноября 2018   | 6,84                |
| Облучение вызывает у доктора Глассмана проблемы с памятью, но ему трудно это признать. Как и доктору Браун с доктором Мелендесом трудно признать свою неправоту и разрешить затянувшийся конфликт. Только под давлением президента клиники они идут на примирительный разговор. |            |                                                            |                     |                                                          |                  |                     |
| 27 | 9          | «Сочувствие» «Empathy»                                     | Джоанна Кернс       | Карен Страк                                              | 26 ноября 2018   | 6,67                |
| Лишение водительских прав тяжело переживается доктором Глассманом, так как он воспринимает это как потерю личной независимости. Чтобы отвезти друга на сеанс облучения, Шон учится водить автомобиль, и благодаря помощи Леи у него неплохо получается. Обстановка в больнице накалена до предела из-за предстоящего назначения нового главы хирургии, но решение Маркуса Эндрюса, президента больницы Сан-Бонавентура, удивляет всех. Отношения доктора Одри Лим и доктора Нила Мелендеса выходят за рамки сугубо рабочих. |            |                                                            |                     |                                                          |                  |                     |
| 28 | 10         | «Карантин. Часть 1» «Quarantine»                           | Майк Листо          | Лиз Фридман и Лойд Гилярд-младший                        | 3 декабря 2018   | 6,12                |
| Из-за серьёзного респираторного вируса приёмный покой отделения скорой помощи, где накануне рождества дежурят доктор Мёрфи, доктор Лим и доктор Резник, закрывается на карантин. Все, кто находится в зоне карантина, подвергаются смертельной опасности. Три человека, включая фельдшера скорой помощи, умирают. Доктор Лим тоже заражается вирусом. Доктор Парк, рискуя карьерой и собственной жизнью, нарушает карантин, чтобы быть рядом с сыном. |            |                                                            |                     |                                                          |                  |                     |
| 29 | 11         | «Карантин. Часть 2» «Quarantine Part Two»                  | Майк Листо          | Симран Бэйдван и Марк Розман                             | 14 января 2019   | 6,26                |
| Ситуация в зоне карантина становится всё сложнее. Несколько человек, включая главврача и сына доктора Парка, находятся в крайне тяжелом состоянии. В комнате для родственников и друзей за Шона переживают Доктор Глассман и Лея. Доктор Нил Мелендес уговаривает президента больницы и по совместительству главу хирургии расширить карантин и проводит сложнейшую операцию по пересадке костного мозга. У находящейся в карантине беременной отходят воды и доктор Шон Мёрфи проводит свое первое кесарево сечение и реанимацию новорождённого. Смелое и неординарное решение доктора Резник спасает жизнь доктору Лим. |            |                                                            |                     |                                                          |                  |                     |
| 30 | 12         | «Последствие» «Aftermath»                                  | Дон Уилкинсон       | Томас Л. Моран                                           | 21 января 2019   | 6,27                |
| Вымотанные рождественской сменой хирурги проводят выходной, а в больнице начато обеззараживание зоны карантина. Тем временем комиссия, созванная губернатором, начала своё расследование. Проверка выявляет серьёзные нарушения в работе врачей и рекомендует медицинской коллегии отозвать лицензии докторов Мёрфи, Лим и Мелендеса. Нил Мелендес пытается сблизиться с Одри Лим и ему, похоже, это удаётся. |            |                                                            |                     |                                                          |                  |                     |
| 31 | 13         | «Дела сердечные» «Xin»                                     | Дэвид Стрейтон      | Брайан Шин                                               | 28 января 2019   | 6,58                |
| Хирурги больницы Сан-Бонавентура сталкиваются с двумя интересными случаями. Доктор Мелендес с командой чинит вышедшее из строя механическое сердце пожилой пациентки. Доктор Лим, доктор Мёрфи и доктор Резник проводят операцию на мозге пациентки с аутизмом. Во время операции девушка находится в сознании. Доктор Глассман плохо переносит химиотерапию. Шон теряется, не зная, как помочь своему другу, и приходит ночью просто посидеть рядом. |            |                                                            |                     |                                                          |                  |                     |
| 32 | 14         | «Лица» «Faces»                                             | Эллисон Лидди-Браун | Дэвид Хоселтон                                           | 4 февраля 2019   | 5,96                |
| Шон берёт на работе отпуск, чтобы ухаживать за доктором Глассманом. Шон старается помочь другу, мучимому тошнотой и скукой, пройти химиотерапию. Под действием марихуаны, прописанной доктору Глассману в качестве лекарства, друзья отправляются в небольшое путешествие на поиски печенья и первой юношеской любви Аарона. Тем временем в больнице коллеги Шона проводят сложнейшую операцию по реконструкции лица девушки Молли, обезображенного в результате несчастного случая. |            |                                                            |                     |                                                          |                  |                     |
| 33 | 15         | «Кто не рискует, тот не пьет шампанское» «Risk and Reward» | Фредди Хаймор       | Телесценарий: Лиз Фридман и Дэвид Рено Сюжет: Дэвид Рено | 18 февраля 2019  | 6,23                |
| Новым шефом хирургии больницы Сан-Бонавентура становится Джексон Хан, титулованный специалист, человек прямолинейный, обаятельный, с большим эго, он с первых минут врывается в жизнь отделения. Положение доктора Мёрфи в больнице меняется с приходом нового главы хирургии. Хирург-аутист привлекает внимание Джексона Хана. Хан признает за доктором Мёрфи выдающиеся навыки диагноста, мастерство хирурга и преданность делу, но настаивает на переводе Шона в другое отделение, где работа не будет требовать общения с пациентами и их родственниками. Перевод в из хирургии в отделение патологоанатомии становится для Шона ударом. |            |                                                            |                     |                                                          |                  |                     |
| 34 | 16         | «Вера» «Believe»                                           | Алрик Райли         | Сэл Каллерос и Карен Страк                               | 25 февраля 2019  | 6,36                |
| Доктор Карли Левер радушно принимает Доктора Мёрфи на новом рабочем месте. Чтобы взбодрить Шона, она сравнивает работу в лаборатории с работой детектива, а хирургов называет патрульными. Несмотря на видимый интерес к новому делу и успехи в нём, Шон хочет остаться в хирургии, о чём сообщает Джексону Хану. Доктор Лим и доктор Браун вступаются за Шона, говорят новому главе хирургии о его предвзятости по отношению к необыкновенному врачу-хирургу, рассказывают о достоинствах и сильных сторонах Шона Мёрфи. Но Хан считает, что Шон никогда не станет хорошим хирургом и оставляет своё решение неизменным. |            |                                                            |                     |                                                          |                  |                     |
| 35 | 17         | «Срыв» «Breakdown»                                         | Майк Листо          | Томас Л. Моран и Лойд Гилард-младший                     | 4 марта 2019     | 6,73                |
| Новый глава хирургии Джексон Хан вместо юриста больницы приходит на заседание медицинской комиссии по делу докторов Лим, Мелендес, Мёрфи и шантажом добивается того, что его подчинённых не отстранят от работы и не накажут. Доктор Лим и Доктор Мелендес решают перестать скрывать свои любовные отношения и открыто заявляют в коллективе о себе как о паре. Доктор Глассман ждёт результатов анализов, его терпение на пределе. Результаты подтверждают, что Глассман здоров, никаких признаков рака не обнаружено. Навязчивая идея вернуться в хирургию преследует Шона Мёрфи, ему нужно убедить Джексона Хана, но Шон не знает как. Не помогают ни заступничество коллег, ни блестящая работа самого Шона. Шон доведён до отчаяния и срывается при разговоре с руководителем. Доктор Мёрфи уволен из больницы. |            |                                                            |                     |                                                          |                  |                     |
| 36 | 18         | «Трамплин» «Trampoline»                                    | Дэвид Шор           | Дэвид Шор, Дэвид Хоселтон и Марк Розман                  | 11 марта 2019    | 7,78                |
| Президент больницы доктор Маркус Эндрюс встает на защиту Шона Мёрфи. Престон увольняет недавно ею же назначенного главу хирургии и восстанавливает доктора Мёрфи. Доктор Глассман делает предложение своей давней знакомой Дебби выйти за него замуж и в ответ слышит заветное «Да». Шон приглашает на свидание Карли Левер и тоже слышит согласие в ответ. |            |                                                            |                     |                                                          |                  |                     |

### Сезон 3 (2019—2020)
| № общий | № в сезоне | Название                                                     | Режиссёр            | Автор сценария                                                                      | Дата премьеры    | Зрители в США (млн) |
| --- | ---------- | ------------------------------------------------------------ | ------------------- | ----------------------------------------------------------------------------------- | ---------------- | ------------------- |
| 37 | 1          | «Катастрофа» «Disaster»                                      | Майк Листо          | Дэвид Шор                                                                           | 23 сентября 2019 | 6,26                |
| Первое свидание доктора Шона Мёрфи оборачивается для него катастрофой; молодой человек не готов терпеть дискомфорт и находится в постоянном внутреннем напряжении рядом с пусть даже и очень симпатичной ему девушкой. Первым распоряжением нового заведующего хирургией доктора Лим стало доверить ординаторам самостоятельное проведение простых хирургических операций (что моментально повышает уровень конкуренции между молодыми специалистами). Также в качестве главы хирургии доктор Одри Лим убеждает доктора Маркуса Эндрюса вернуться в больницу хирургом. А доктор Аарон Глассман не без колебаний, но всё же решает вернуться на вакантный пост президента клиники Сан-Бонавентура. |            |                                                              |                     |                                                                                     |                  |                     |
| 38 | 2          | «Долги» «Debts»                                              | Майк Листо          | Питер Ной                                                                           | 30 сентября 2019 | 6,07                |
| Доктор Алекс Парк и Доктор Морган Резник продолжают соревноваться за то, кто выполнит первую самостоятельную операцию, но глава хирургии доктор Одри Лим выбирает Клэр Браун. У самой Клэр проблемы с матерью, которая вновь потеряла жильё и временно остановилась у дочери. Клэр не горит желанием нянчиться с взрослой женщиной, её откровенно тяготит присутствие матери в её квартире, но в итоге дочерние чувства берут верх, и Клэр разрешает ей остаться. Шон Мёрфи сильно переживает из-за своего первого неудавшегося свидания с Карли. И получив совет от своих друзей, он решает устроить ещё одно более расслабленное, «неофициальное» свидание с Карли прямо в лаборатории отделения патологии. |            |                                                              |                     |                                                                                     |                  |                     |
| 39 | 3          | «Клэр» «Claire»                                              | Эллисон Лидди-Браун | Лиз Фридман и Трэйси Тейлор                                                         | 7 октября 2019   | 5,59                |
| Доктор Клэр Браун с волнением готовится к своей первой самостоятельной операции в качестве ведущего врача. Однако Шон не даёт Клэр сосредоточиться на подготовке к предстоящей операции. Шон отвлекает Клэр своими переживаниями о Карли и их прошедшем свидании, где он задавал слишком много личных вопросов. Шон просит Клэр поговорить с Карли. Но Карли прямолинейность Шона не смутила, и она просит Клэр «не лезть» в их с Шоном отношения. Клэр принимает слишком близко к сердцу проблемы своей пациентки Мишель: слишком уж они созвучны непростым отношениям Клэр с её собственной матерью. Клэр без разрешения родителей вызывает девушке психиатра, вследствие чего её отстраняют от операции. Но доктор Нил Мелендес вступается за Клэр, и она всё же успешно проводит свою первую операцию. После операции Клэр узнаёт, что её мать насмерть разбилась на машине, выпив бутылку шампанского, которую Клэр оставила отпраздновать свой успех… |            |                                                              |                     |                                                                                     |                  |                     |
| 40 | 4          | «Возьми мою руку» «Take My Hand»                             | Тара Николь Вейр    | Дорис Иган                                                                          | 14 октября 2019  | 5,73                |
| Отношения Шона и Карли вышли на новый уровень: влюбленные целуются. Но появилась проблема: держаться за руки важно для Карли, но неудобно для Шона. Доктор Глассман в день своей свадьбы бежит из мэрии, вдруг поняв, как мало он знает о Дебби, а она о нём. Доктор Глассман боится, что новый брак не станет долгим, как ему мечтается, и поэтому вовсе раздумывает жениться. Но после совета Шона, Глассман и Дебби регистрируют брак. Шон и Карли находят способ быть близкими и не касаться друг друга — скрещивают запястья. Клэр, глубоко переживающая смерть матери, прощается с ней, развеяв её прах. |            |                                                              |                     |                                                                                     |                  |                     |
| 41 | 5          | «Первая операция, второе озарение» «First Case, Second Base» | Ребекка Молин       | Дэвид Хоселтон                                                                      | 21 октября 2019  | 5,54                |
| Карли готова зайти в отношениях с Шоном дальше поцелуев, но для него это, похоже, становится проблемой. У Шона Мёрфи должна состояться первая самостоятельная операция. Его пациентка — самая гениальная пациентка, добрая и жизнерадостная. Несмотря на опасения коллег и руководителя, он легко находит с ней контакт. Однако операция из простой превращается в сложную, даже уникальную. Перед Шоном как ведущим хирургом встаёт выбор: провести свою первую операцию самому или передать в руки более опытных коллег, тем самым, возможно, сохранить пациентке возможность жить полноценной жизнью. Доктор Аарон Глассман и Дебби женаты всего пару дней, но в паре уже возникло разногласие. Дебби привыкла хранить дома оружие (пистолет), а доктор Глассман это не принимает. Его буквально убивает одна мысль, что в его доме находится оружие. |            |                                                              |                     |                                                                                     |                  |                     |
| 42 | 6          | «45-градусный угол» «45-Degree Angle»                        | Стив Робин          | Сэл Каллерос                                                                        | 4 ноября 2019    | 5,08                |
| Наступил день второй первой операции доктора Шона Мёрфи. Молодой хирург снова не выказывает видимого волнения. Но чтобы эффективнее подготовиться к операции, Шон задействует весь медицинский персонал. Однако даже во время репетиции случается казус, случайный вопрос медицинской сестры приводит Шона в волнение, он начинает думать, что Карли стесняется его и прячет от своих друзей. Шон Мёрфи не может сконцентрироваться на работе и в волнении покидает операционную. Совет его друга и наставника доктора Глассмана помогает Шону разграничить работу и личную жизнь. Дебби уговаривает доктора Глассмана взять её на работу в клинику в качестве его персональной помощницы; под её обаянием Глассман уступает. У доктора Нила Мелендеса во время операции умирает беременная пациентка (ребёнка удаётся спасти). Первая самостоятельная операция доктора Шона Мёрфи технически проходит очень хорошо, но конфликт с медицинской сестрой ставит под сомнение всю его последующую карьеру как хирурга — она подаёт на него жалобу. |            |                                                              |                     |                                                                                     |                  |                     |
| 43 | 7          | «Генная терапия» «SFAD»                                      | Алрик Райли         | Джессика Грасл                                                                      | 11 ноября 2019   | 5,93                |
| Президент клиники Аарон Глассман и глава хирургии Одри Лим стараются убедить доктора Нила Мелендеса, что он не виноват в смерти пациентки. Смерть матери сильно подорвала способность доктора Браун сопереживать, разговоры с пациентами и их родственниками даются теперь ей очень плохо, она стала резкой и жёсткой. Доктор Глассман увольняет Дебби, так как ему кажется, что она слишком контролирует его и командует им в его же собственной клинике, но потом, одумавшись, просит её вернуться на работу. Нил Мелендес считает, что их любовные отношения с главой хирургии доктором Одри Лим крайне негативно сказываются на его работе и в смерти беременной женщины виноваты они оба: он и доктор Одри Лим. Такие мысли ставят Мелендеса перед сложным решением. |            |                                                              |                     |                                                                                     |                  |                     |
| 44 | 8          | «Полёт на Луну» «Moonshot»                                   | И. Дин Лим          | Дэвид Рено                                                                          | 18 ноября 2019   | 5,49                |
| Отношения Шона Мёрфи и Карли стремительно развиваются, и молодые люди уже мечтают о физической близости. Аутизм Шона становится непреодолимым препятствием на пути сближения влюблённых: Шон не может лечь с Карли в постель. Наконец-то назначена первая самостоятельная операция доктора Морган Резник. Но её операция гораздо сложнее, чем у всех остальных ординаторов. Её руководитель доктор Маркус Эндрюс подбадривает Морган, говорит о её таланте, смелости, отличной профессиональной подготовке. Но не только страх мешает доктору Резник провести свою первую операцию, есть ещё артритные боли в кистях и пальцах рук. О своём заболевании Морган рассказывает президенту клиники доктору Глассману и просит сохранить её тайну в секрете. Операция проходит успешно. |            |                                                              |                     |                                                                                     |                  |                     |
| 45 | 9          | «Несовершенный» «Incomplete»                                 | Марисоль Адлер      | Брайан Шин                                                                          | 25 ноября 2019   | 5,86                |
| Доктор Клэр Браун не может пережить смерть матери, она заглушает боль выпивкой и свиданиями с незнакомцами из баров. Неожиданно случайный ночной гость доктора Браун становится её пациентом. Хотя девушка старается сохранять хладнокровие и утверждает, что эта разовая связь ничего для неё не значит, пощёчина от его жены ранит Клэр до глубины души. Утешает и поддерживает Клэр доктор Нил Мелендес. Доктор Шон Мёрфи горит желанием заняться сексом со своей возлюбленной Карли, о чём он громогласно сообщает целому отделению больницы. Вообще Шон слишком многим делится со своими коллегами, что становится проблемой. Доктор Глассман с подачи Дебби пытается поговорить с Шоном и установить границы их общения. Шон узнаёт о смертельной болезни своего биологического отца. |            |                                                              |                     |                                                                                     |                  |                     |
| 46 | 10         | «Друзья и семья» «Friends and Family»                        | Майк Листо          | Томас Л. Моран                                                                      | 2 декабря 2019   | 6,11                |
| Узнав о смертельной болезни биологического отца Шона, доктор Аарон Глассман уговаривает молодого человека если не простить отца, то хотя бы поехать попрощаться с ним. Шон колеблется, но соглашается. Шон просит доктора Глассмана и Лею поехать с ним. Поездка, как и ожидалась, выходит очень эмоционально сложной. Шону не удается примириться с отцом, их разговор проходит на повышенных тонах. Шон уезжает домой сразу после смерти отца, на похороны не остаётся. Доктор Клэр Браун наконец признает, что ей требуется психотерапия, чтобы пережить смерть матери, отпустить свои обиды и злость на неё. |            |                                                              |                     |                                                                                     |                  |                     |
| 47 | 11         | «Перелом» «Fractured»                                        | Гари Хоуз           | Марк Розман                                                                         | 13 января 2020   | 5,09                |
| Шон, который тяжело переживает смерть отца, проводит ночь с Леей — они засыпают вместе и спят всю ночь обнявшись. Физическая близость с Леей не вызывает у него дискомфорта. Карли очень обижена на Шона, в чём ему и признаётся. Карли очень больно, так как они с Шоном месяцами учились касаться друг друга, а с Леей всё вышло само собой. Шон опять на распутье, выбирает между двумя девушками. У Шона случается приступ паники, молодому человеку кажется, что Карли на него обижена, Лее он надоел, он боится в итоге остаться один, никому не нужный. Доктор Глассман утешает Шона, говоря, что будет рядом всегда. К доктору Клэр Браун вернулось её обычное сочувствие пациентам. |            |                                                              |                     |                                                                                     |                  |                     |
| 48 | 12         | «Мутации» «Mutations»                                        | Нестор Карбонель    | Лиз Фридман и Трэйси Тейлор                                                         | 20 января 2020   | 5,44                |
| Лея переезжает от Шона. Шон согласился на требование своей девушки Карли и не живёт больше с Леей, но это не наладило отношений в паре. Карли не может пережить совместную поездку Шона и Леи. Теперь она не готова к близости с Шоном. Совместная работа над очень сложным случаем генной мутации помогла им наладить общение, поговорить и понять друг друга. У Шона с Карли наконец случается секс. Доктор Морган Резник плохо переносит лекарство, которое принимает от артритных болей в руках. Доктор Глассман думает над возможностью вернуться в нейрохирургию. Доктор Браун, пытаясь устроить выпускной для молодой пациентки с опухолью мозга, сближается со своим руководителем доктором Мелендесом, их отношения уже нельзя назвать только сугубо рабочими. |            |                                                              |                     |                                                                                     |                  |                     |
| 49 | 13         | «Секс и смерть» «Sex and Death»                              | Стивен ДеПол        | Дорис Иган                                                                          | 27 января 2020   | 5,69                |
| Шон Мёрфи очень воодушевлён появлением секса в своей жизни, он просто светится от счастья. Шон внимательный и готов приложить много усилий, чтобы и его девушке Карли было также хорошо, как и ему. К доктору Аарону Глассману за консультацией обращается Кэролайн Резник, известная художница. У неё опухоль головного мозга и врачи, консультирующие её ранее, оставляли ей максимум два-три года жизни, если она не согласится на операцию. Но и доктор Глассман говорит о необходимости операции. Кэролайн не согласна, она отказывается от хирургического вмешательства в мозг, так как оно может повлечь потерю ряда умений, и выбирает жить два года, но рисовать. Кэролайн — мать доктора Морган Резник. Морган ничего не знала о болезни матери, пока случайно не встретила её в клинике. У доктора Резник сложные отношения с семьёй, но Морган удаётся найти для матери альтернативное лечение. И чудо, что доктору Резник удаётся уговорить доктора Глассмана, давно не практикующего нейрохирургию, вернуться в операционную и провести сложное инновационное вмешательство в мозг Кэролайн Резник, что полностью вылечивает её. |            |                                                              |                     |                                                                                     |                  |                     |
| 50 | 14         | «Влияние» «Influence»                                        | Барбара Браун       | Питер Ной и Дэвид Шор                                                               | 10 февраля 2020  | 5,59                |
| Доктор Шон Мёрфи очень вдохновлён своими любовными отношениями. Но его девушка Карли очень ревнует к Лее, подруге Шона. Карли считает, что Шон предпочитает ей Лею. Ситуацию усугубляет то, что Лея теперь работает у доктора Глассмана и часто видится с Шоном. Доктор Морган Резник мучается артритными болями в руках. Она допускает серьёзную ошибку во время операции. Заведующая хирургией доктор Одри Лим получает жалобу на доктора Нила Мелендеса, его обвиняют в покровительственном отношении к одному из его интернов, Клэр Браун. Дружба Нила Мелендеса и Клэр Браун перестаёт быть секретом, и по больнице поползли слухи. |            |                                                              |                     |                                                                                     |                  |                     |
| 51 | 15         | «Несказанное» «Unsaid»                                       | Майк Листо          | Телесценарий: Сэл Каллерос и Томас Л. Моран Сюжет: Сэл Каллерос                     | 17 февраля 2020  | 5,23                |
| На рабочем собрании доктор Нил Мелендес заверяет своих интернов в том, что у него нет и не было любимчиков. Доктор Клэр Браун расстроена и раздражена жалобой коллег, она не хочет терять дружбу Нила Мелендеса. Из-за болей в кистях доктор Морган Резник не может полноценно участвовать в операциях, она злится и срывает раздражение на Мёрфи, выводя его из себя во время операции. Доктор Лим, глава хирургии, предупреждает Морган, что жалобы на коллег и провокации — это не те методы, которые помогут ей закрепиться в больнице. Карли говорит Шону, что не может быть его девушкой и им не нужно больше встречаться. Карли уверена, что Шон любит Лею. И, несмотря на то, что Шон отрицает своё влечение к Лее, они с Карли расстаются. |            |                                                              |                     |                                                                                     |                  |                     |
| 52 | 16         | «Вскрытие» «Autopsy»                                         | Фредди Хаймор       | Дэвид Хоселтон                                                                      | 24 февраля 2020  | 5,63                |
| Доктор Шон Мёрфи теряет пациента на операционном столе: разрыв аорты. Мёрфи считает, что женщина не должна была умереть и настаивает на вскрытии, но ни Мелендес, его руководитель, ни заведующий хирургии на поддерживают Шона. Коллеги считают, что Шон не может отпустить пациента, так как не может отпустить Карли после их расставания. Доктор Мёрфи начинает поиск родственников, но и найденному сыну пациентки всё равно, а Шона за настойчивость забирают в полицию. В разговоре со своим другом, доктором Глассманом, Шон признаётся, что на самом деле ему страшно не отпустить Карли, а признаться Лее в любви. Доктор Морган Резник рассказывает Клэр Браун, что это она жаловалась на дружбу Мелендеса и Браун. Лея говорит, что тоже любит Шона, но не хочет быть его девушкой. Шон обнаруживает наследственное заболевание у сына пациентки. |            |                                                              |                     |                                                                                     |                  |                     |
| 53 | 17         | «Фиксация» «Fixation»                                        | Лиза Демейн         | Джессика Грасл и Дебби Эзер                                                         | 2 марта 2020     | 5,66                |
| Шон, Мелендес и Клэр занимаются лечением Элис Готтфрид, чьё редкое заболевание требует удаления надпочечников. Элис отказывается, однако Шон «изобретает» новую методику операции, а Мелендес доверяет Шону её проведение. В это же время к Эндрюсу, Морган и Парку поступает Уэс Килер, инструктор по выживанию для трудных подростков. Уэс заразился инфекцией, уколовшись иглой кактуса, и теперь ему необходима пересадка почки. Макс, один из его подопечных, подходит для пересадки, но Лим, несмотря на возражения Эндрюса, Морган и Парка, выступает против — она считает, что парень недостаточно зрел для принятия самостоятельного решения. Уэс соглашается с Лим и просит её об услуге — Одри лжёт Максу о результатах его тестов. Келлан, сын Парка, заглядывает в больницу, заставляя отца поволноваться о своих панических атаках. Дэш, старый друг Клэр, приглашает её на свидание; девушка просит совета Мелендеса. Лея снова отказывается стать девушкой Шона, но на этот раз она уточняет, что причина этому — аутизм Шона: это то, что он никогда не сможет «исправить». |            |                                                              |                     |                                                                                     |                  |                     |
| 54 | 18         | «Разбитое сердце» «Heartbreak»                               | Стивен ДеПол        | Телесценарий: Томас Л. Моран и Дэвид Рено Сюжет: Дэвид Рено                         | 9 марта 2020     | 5,75                |
| Шон несколько дней пытается прийти в себя после двойного отказа Леи и под нажимом Клэр возвращается на работу. Вместе с ней и Мелендесом он занимается лечением Финна, пациента с нарушением дыхания. Финн одновременно встречается с двумя девушками, но одна из них, узнав о существовании другой, битой разбивает машину Финна. Операция проходит успешно, и выздоровевший Финн советует Шону начать новые отношения. Шон напивается в баре и решает разбить машину Леи, но она ловит его. Шон не может пересилить себя и в гневе обвиняет Лею в эгоизме и неспособности принять его аутизм. Парк, Морган, Лим и Эндрюс продолжают успешное лечение фермера, которому после несчастного случая отрубило обе руки. Лим отвергает предложение Эндрюса об ампутации рук, однако из-за ухудшения состояния пациента руки всё-таки приходится ампутировать, заменив их механическими протезами. Перед операцией Морган, наконец, признаётся Лим в своём заболевании и говорит, что эта операция станет для неё последней. Но после успешного выздоровления фермера, Морган, несмотря на возражения Глассмана, соглашается на синовэктомию, ведь операция даст ей возможность работать хирургом ещё около 10 лет. Клэр признаётся Мелендесу, что не уверена в продолжении отношений с Дэшем. Позже Нил говорит, что благодаря ей становится лучше. Вечером в разговоре со своим терапевтом Клэр признаётся, что влюблена в Мелендеса.                                                   |            |                                                              |                     |                                                                                     |                  |                     |
| 55 | 19         | «Боль» «Hurt»                                                | Майк Листо          | Лиз Фридман и Адам Скотт Вайсман                                                    | 23 марта 2020    | 6,81                |
| Мелендес, Глассман и Лея приходят на благотворительный вечер к Марте, бывшей пациентке Нила. Жена Марты, Норин, решает показать им пивную, как вдруг начинается сильное землетрясение: Лея проваливается в подвал, Мелендес отделывается мелкими ссадинами. Лим вместе с командой докторов отправляется на место, а Эндрюс берёт на себя управление приёмом раненых. Выбравшись из-под завалов пивной, Глассман приезжает в больницу и вместе с Эндрюсом начинает проведение операций. Морган, только отойдя от синовэктомии, вместо Эндрюса берёт на себя приём пострадавших. Прибыв на место, Шон сразу начинает поиски Леи, а Парк и Лим пытаются спасти молодого парня Кейси. Его травмы оказываются серьёзнее, чем ожидалось, и Парк предлагает операцию в 1 % успешности. А Мелендес и Клэр успешно проводят Марте рискованную операцию. Тем временем Шон находит раненную девушку Веру, которая пришла на вечер, только чтобы вернуть своего бывшего парня. Шон признаётся Вере, что не готов двигаться дальше после произошедшего с Леей (которая, после спасения из подвала, находится в машине спасателей и слышит этот разговор через рацию Шона). Город накрывает афтер-шок: Марту как можно скорее отправляют в больницу, Мелендес неожиданно падает в обморок, а в подвал, где заперты Шон и Вера, начинает поступать вода. В больницу привозят беременную девушку, которой требуется немедленная операция. Все операционные заняты, и Морган решает оперировать сама. |            |                                                              |                     |                                                                                     |                  |                     |
| 56 | 20         | «Я люблю тебя» «I Love You»                                  | Дэвид Шор           | Телесценарий: Дэвид Хоселтон и Дэвид Шор Сюжет: Дэвид Хоселтон и Адам Скотт Вайсман | 30 марта 2020    | 7,71                |
| Мелендесу ставят смертельный диагноз. Вода начинает поступать ещё сильнее, и времени у Шона и Веры остаётся ещё меньше. Из-за самостоятельной операции Морган портит свои руки, что ставит крест на её карьере хирурга. Шону приходится ампутировать ногу Веры, чтобы спасти её. Клэр и Нил признаются друг другу в любви, и Клэр проводит ночь рядом с ним. Доктор Парк прощается с Кейси, умирающим у него на руках, что подталкивает его вернуться к своей семье. После спасения Лея целует Шона и признаётся ему в любви. |            |                                                              |                     |                                                                                     |                  |                     |

### Сезон 4 (2020—2021)
| № общий | № в сезоне | Название                                                                   | Режиссёр         | Автор сценария                                                | Дата премьеры   | Зрители в США (млн) |
| --- | ---------- | -------------------------------------------------------------------------- | ---------------- | ------------------------------------------------------------- | --------------- | ------------------- |
| 57 | 1          | «Линия фронта: Часть 1» «Frontline Part One»                               | Майк Листо       | Лиз Фридман и Дэвид Шор                                       | 2 ноября 2020   | 4,87                |
| 26 февраля 2020 года, неделя до чрезвычайного положения в Калифорнии в связи с пандемией коронавируса (COVID-19). Доктор Шон Мёрфи уже несколько недель встречается с Леей, но молодые люди никак не решатся жить вместе, Лея не спешит переезжать к любимому. Доктор Клэр Браун глубоко скорбит по погибшему доктору Нилу Мелендесу, доктор Одри Лим разделяет грусть Клэр, Лим тоже очень не хватает Нила. В приёмное отделение больницы Святого Бонавентура, где теперь работает терапевтом доктор Морган Резник, поступает всё больше больных гриппом, но врачи ещё не могут оценить масштаб и опасность заболевания. Две недели спустя ситуация становится угрожающей, больница начинает работу в экстренном режиме. Врачи временно изолированы от своих родных. Директор клиники, доктор Аарон Глассман, работает из дома, так как ему 65 лет и он перенёс рак. Глассману очень тяжело даётся вынужденная изоляция, своё раздражение от сложившейся ситуации он срывает на жене. Время идёт, пандемия только набирает обороты, врачи вымотаны как физически, так и морально, даже мало эмоциональный доктор Мёрфи признаётся, что сильно скучает по своей девушке Лее. Вирус COVID-19 проникает в обычное отделение больницы, под угрозой заражения оказываются доктор Морган и медсестра Вильянуэва. |            |                                                                            |                  |                                                               |                 |                     |
| 58 | 2          | «Линия фронта: Часть 2» «Frontline Part Two»                               | Майк Листо       | Лиз Фридман и Дэвид Шор                                       | 9 ноября 2020   | 4,76                |
| Чрезвычайное положение, неделя восьмая. В больницу в тяжелом состоянии поступает больная COVID-19 медсестра Вильянуэва. Несмотря на все старания и поддержку её коллег, спустя некоторое время она умирает на аппарате искусственной вентиляции легких. Доктор Шон Мёрфи нервничает из-за плохого самочувствия Леи, хотя её тесты на COVID-19 отрицательны. Шон практически в панике, такое беспокойство по отношению к другому человеку ново для Шона, и он, как всегда, обращается за советом к своему давнему другу и наставнику доктору Глассману, но у того в отношениях далеко не всё в порядке. Глассман даёт Шону очень хороший совет: быть добрым к себе и ко всем окружающим. Последовав своему же совету, доктор Глассман признаётся своей жене в откровенном разговоре в своих слабостях и страхах, находит понимание и поддержку, мир в его семье восстановлен. Наконец ситуация в больнице постепенно начинает идти на лад, больных поступает всё меньше, и врачи нашли действенные методы лечения. Очень тяжёлые пациенты поправляются и выписываются из больницы. Доктор Браун, несмотря на боль из-за внезапной смерти любимого, находит в себе силы продолжить жить дальше. |            |                                                                            |                  |                                                               |                 |                     |
| 59 | 3          | «Новички» «Newbies»                                                        | Дэвид Стрейтон   | Томас Л. Моран и Дэвид Рено                                   | 16 ноября 2020  | 4,30                |
| Данная серия начинается с сообщения Фредди Хаймора (доктор Шон Мёрфи), в котором говорится, что эта серия — надежда на будущее, где никому не придется носить маски или предпринимать другие шаги по защите от вируса COVID-19. Хаймор заканчивает сообщение призывом к зрителям защищать себя и других, пока это не произошло. Заведующая отделением хирургии Одри Лим поручает Шону Мёрфи, Клэр Браун и Алексу Парк курировать шесть кандидатов в ординатуру и в итоге порекомендовать лишь четырёх из них на вакантные места. Право работать в клинике получают Джордан Аллен, Ашер Уолк, Оливия Джексон и Энрик Герена. Лим озвучивает, что Шон, Клэр и Парк будут помогать обучать новых ординаторов, и просит отнестись к наставничеству со всей ответственностью. Из-за заболевания рук доктор Морган Резник теперь не работает в хирургии, она переведена в отделение общей медицины, переход даётся девушке тяжело. |            |                                                                            |                  |                                                               |                 |                     |
| 60 | 4          | «Не то же самое» «Not the Same»                                            | Сара Уэйн Кэллис | Дэвид Хоселтон и Адам Скотт Вайсман                           | 23 ноября 2020  | 4,29                |
| Шон Мёрфи настаивает на том, чтобы его девушка Лея переехала жить к нему. Но хотя раньше у них и был опыт совместного проживания, Лея не хочет спешить, считая, что сейчас, когда они пара, всё стало серьёзнее и нет необходимого доверия и уверенности. Однако тщательно обдумав предложение Шона и поняв, что не видит их в будущем живущих порознь, девушка соглашается на переезд. В то же время в клинике Шон и его младшие ординаторы Оливия и Джордан лечат беременную близнецами женщину, чьё собственное тело пытается убить одного из её нерождённых детей. План лечения доктора Мёрфи состоит в том, чтобы вызвать схватки и родить более сильного близнеца, а затем прекратить роды, чтобы более слабый близнец ещё успел вырасти в животе матери; несмотря на некоторые сложности, план удаётся, и во многом благодаря Джордан, у которой получается успокоить пациентку. Шону Мёрфи тяжело даётся наставничество, трудно найти взаимопонимание с ординаторами. Он ищет совета у Глассмана и Эндрюса. Морган Резник переживает, что больше не хирург, в то время как Алекс Парк, который только что завершил свой развод с Мией, тоскует по прошлому. Так получается, что они начинают снимать один дом на двоих. Оливия Джонсон оказывается племянницей Маркуса Эндрюса. |            |                                                                            |                  |                                                               |                 |                     |
| 61 | 5          | «Ошибка» «Fault»                                                           | Ванесса Парис    | Питер Блейк и Марк Розман                                     | 30 ноября 2020  | 4,02                |
| Доктор Ашер Волк, интерн, обучением которого занимается Шон Мёрфи, проводя свой первый самостоятельный осмотр пациента, пропускает аневризму. Доктор Мёрфи не перепроверяет диагноз своего ученика, хотя Ашер и просит его об этом. В результате медицинской ошибки и плохо скоординированных действий учителя и ученика больной умирает. Смерть пациента очень сильно подействовала как на Ашера, который успел сблизиться с ним, так и на Мёрфи, который начинает сомневаться в своих преподавательских и наставнических способностях. Доктор Клэр Браун, Алекс Парк и два их интерна Энрике и Джордан диагностируют Элли, молодой женщине, которая запуталась в своих личных отношениях, кисту в головном мозге. Операция по удалению образования провоцирует частичную потерю памяти, но записанное послание самой себе помогает женщине разобраться в чувствах и вернуться к мужу, которого она на самом деле и не переставала любить. Шон Мёрфи очень счастлив, живя вместе со своей девушкой Леей, которая утешает и поддерживает его в тяжёлые моменты. В то же время Морган Резник и Алекс Парк только приспосабливаются к жизни под одной крышей, но оба они понимают, что совместное проживание очень терапевтично для них, помогает расстаться с грузом прошлого. |            |                                                                            |                  |                                                               |                 |                     |
| 62 | 6          | «Лим» «Lim»                                                                | Майк Листо       | Джессика Грасл и Трэйси Тейлор                                | 11 января 2021  | 4,06                |
| Доктор Одри Лим, заведующая отделением хирургии в больнице Святого Бонавентура, по дороге на работу становится очевидицей автокатастрофы. Она оказывает пострадавшему первую помощь и доставляет его в больницу, где ему спасают жизнь, вовремя проведя операцию. В ходе лечения становится понятно, что пострадавший в аварии Бен, ветеран войны в Афганистане, страдает от тяжёлой формы ПТСР (Посттравматическое стрессовое расстройство). Врачи клиники, прибегнув к инновационной операции на головном мозге, помогают Бену, возвращают его к нормальной жизни. Но помощь нужна и самой доктору Одри Лим, она находится в серьёзном стрессе и всё сильнее погружается в болезненное состояние. Душевное расстройство Лим, её страх и обессиленность считываются как её пациентами, так и коллегами. Доктор Клэр Браун сильно переживает за Одри Лим. Клэр признаётся, что, когда у неё в прошлом году было диагностировано ПТСР, ей очень помогла дружба и участие Нила Мелендесса. Клэр предлагает Одри Лим дружбу и опору, та тактично отказывается, списывая свою опустошённость на тяжесть работы в больнице. Доктор Шон Мёрфи готовится ко дню рождения своей девушки Леи, особенно он переживает из-за подарка. У Шона далеко не сразу получается найти что-то индивидуальное. Ночью по дороге домой из больницы доктор Одри Лим разбивается на своём мотоцикле.                                                                          |            |                                                                            |                  |                                                               |                 |                     |
| 63 | 7          | «Принцип неопределенности» «The Uncertainty Principale»                    | Гари Хоуз        | Дорис Иган                                                    | 18 января 2021  | 3,97                |
| Доктор Одри Лим в результате падения с мотоцикла, несмотря на высокую скорость и тяжесть аварии, отделалась лишь ссадиной на лбу. Она скрывает случившиеся от коллег. Доктор Шон Мёрфи переживает, узнав от своей девушки Леи, что она была замужем. Шона расстраивает не то что Лея была замужем и не сразу рассказала ему об этом, а то, что когда-то было крайне важным, со временем обесценивается, больше не волнует. Шон проецирует эту ситуацию на их с Леей отношения и боится краха. Шона вообще пугают перемены, хотя он и признаёт, что и сам тоже меняется. Истории пациентов наталкивают всех врачей хирургического отделения на мысли о неопределённости будущего. Клэр Браун, поборов свои собственные страхи, идёт на сближение со своим коллегой и одновременно подчинённым, интерном доктором Энрике Гереном. Между молодыми людьми завязывается дружба, хотя Энрике был бы рад и большему. Клэр замечает на парковке покорёженный мотоцикл Лим. |            |                                                                            |                  |                                                               |                 |                     |
| 64 | 8          | «Родители» «Parenting»                                                     | Рэйчел Лайтермен | Патти Карр                                                    | 25 января 2021  | 4,30                |
| Приезжают родители Леи, девушки доктора Шона Мёрфи. Лея очень нервничает из-за предстоящего знакомства родителей с Шоном, считая, что родители будут его критиковать, что они ненавидят всех её парней, следовательно будут предвзяты и к Шону. Лея составляет Шону список запрещённых за ужином тем из множества пунктов, желая помочь молодому человеку избежать неловких ситуаций. Доктор Клэр Браун очень нервничает из-за ПТСР (Посттравматическое стрессовое расстройство) доктора Одри Лим, которая всё глубже погружается в депрессию, периодически теряя контроль над собой. Лим отказывается от любых видов помощи, будь-то дружеская поддержка или врачебная психотерапия. Доктор Шон Мёрфи переживает из-за пациентки, девочки-гимнастки со сложными и противоречивыми симптомами. В медицинской помощи нуждается также отец девочки, он же и её тренер. Несмотря на неудачную первую встречу с родителями своей девушки, Шону удается проявить терпение, подобрать нужные слова и добиться их симпатии и одобрения. Доктор Клэр Браун рассказывает президенту клиники, доктору Аарону Глассману, о психологических проблемах своего босса, главы хирургии, доктора Одри Лим, считая, что этим защищает пациентов и саму Лим. |            |                                                                            |                  |                                                               |                 |                     |
| 65 | 9          | «Безответственное отношение к салатам» «Irresponsible Salad Bar Practices» | Фелипе Родригез  | Сэм Чэнс и Лиз Фридман                                        | 15 февраля 2021 | 4,40                |
| Клэр, Энрике и доктор Маркус Эндрюс лечат Зару, афроамериканскую владелицу аптеки. В приёмном отделении Клэр, из-за своего расизма и предвзятого отношения не поверив пациентке, ставит диагноз по шаблону, что чуть не убивает женщину. Несмотря на отстранение Клэр от операции, проницательность Клэр спасает жизнь Зары. В то же время Шон, Джордан и Ашер лечат Рио, трансгендерного мужчину с опухолью гипофиза, усугублённой неожиданной беременностью. Решение Рио оставить ребёнка не сразу находит понимание у его жениха Эли. Разговор с доктором Мёрфи помогает Эли понять, насколько мужественно ведёт себя Рио, и поддержать партнёра. Во время операции по удалению опухоли в голове Рио доктор Одри Лимон на некоторое время теряет самообладание, но быстро приходит в себя и заканчивает сложнейшее хирургическое вмешательство. Инцидент с Рио подталкивает Лим начать принимать препараты, которые должны облегчить её психическое состояние. Шон с ужасом обнаруживает, что сильно заинтересован ординатором отделения радиологии, доктором Синтией Д'Суза. Вопреки советам коллег Шон рассказывает о своей влюблённости своей девушке Леи, которая быстро расправляется с соперницей, указав Шону на её недостатки, такие как: любовь к солёным огурцам и привычку накладывать салаты в больничной столовой одними и теми же щипцами.                                                                                          |            |                                                                            |                  |                                                               |                 |                     |
| 66 | 10         | «Декодировка» «Decrypt»                                                    | Фредди Хаймор    | Томас Л. Моран и Адам Скотт Вайсман                           | 22 февраля 2021 | 3,91                |
| Больница подвергается кибератаке со стороны хакеров, которые требуют 2 миллиона долларов, иначе они уничтожат все архивные данные. Выяснив, как починить серверы, Леа приходит к выводу, что хакеры блефуют, но президент клиники, доктор Аарон Глассман, приказывает ей не рисковать, он готов заплатить выкуп. В последнюю минуту Леа восстанавливает обрушенную хакерами систему и доказывает свою правоту. Хотя Глассман сердится, Леа заслужила его уважение и приглашение на следующую игру в покер. Интерн Оливия Джексон после длительных колебаний понимает, что никогда не хотела быть врачом и увольняется из больницы, чтобы иметь возможность узнать, кем она на самом деле хочет быть. Её дядя, доктор Маркус Эндрюс, обещает поддержать её. |            |                                                                            |                  |                                                               |                 |                     |
| 67 | 11         | «Все мы иногда сумасшедшие» «We're All Crazy Sometimes»                    | Майк Листо       | Дэвид Хоселтон и Дэвид Рено                                   | 8 марта 2021    | 4,24                |
| Шон и Лея, находясь под впечатлением от очень успешно выполненной Леей работой, вдруг сталкиваются с досадной неприятностью: их машину эвакуируют на штрафстоянку, и сумма штрафа растет на глазах, подчиняясь только дурному настроению парковщика. Лея готова вернуть машину во что бы то ни стало без оплаты штрафов, Шон поддерживает свою девушку, но не хочет нарушать закон. Доктор Гласман после долгого перерыва берётся за очень сложную операцию на позвоночнике, от которой уже отказались многие опытнейшие нейрохирурги. Главврач больницы, доктор Маркус Эндрюс, также сомневается в положительном исходе операции, считая, что Глассман неправильно оценил риски. Пациент доктора Морган и доктора Мёрфи после череды случайностей и последующих медицинских манипуляций (удаление злокачественной опухоли) выходит из 10-летней комы, чтобы поговорить с мужем, и перед тем, как впасть обратно в кому, подписать отказ от реанимации. Шон Мёрфи героически, но и не поступившись своими убеждениями, помогает своей девушке вызволить автомобиль со штрафстоянки. Лея признаётся Шону, что причина её нервозности была не в конфликте с парковщиком, а в том, что она беременна. |            |                                                                            |                  |                                                               |                 |                     |
| 68 | 12         | «Голубые глазки» «Teeny Blue Eyes»                                         | Ребекка Молин    | Питер Блейк и Марк Розман                                     | 22 марта 2021   | 4,26                |
| Лея сильно нервничает из-за незапланированной беременности, для неё не всё так просто, она боится, сомневается в своих возможностях. Шон готов стать ещё более ответственным, но давить на Лею в принятии решения, рожать ребёнка или нет, не хочет. Хирург с мировым именем и всевозможными регалиями становится пациентом больницы Святого Бонавентуре. Несмотря на громкое имя в хирургии, пациент из него вышел крайне неприятный. Доктора Алекс Парк и Морган Резник всё время задирают друг друга, находясь как в больнице, так и вне её. Их взаимные подколы и троллинг (иными словами, флирт) становятся заметны всем сотрудникам больницы. Парк первый признаёт свою увлечённость Морган. Девушке сложнее признать очевидное взаимное влечение, но чувства берут верх, Парк и Морган целуются. Лея, поборов страхи и сомнения, решает оставить ребёнка. |            |                                                                            |                  |                                                               |                 |                     |
| 69 | 13         | «Пролитое молоко» «Spilled Milk»                                           | Сара Уэйн Кэллис | Джессика Грасл и Трэйси Тейлор                                | 29 марта 2021   | 4,39                |
| Открыв дверь квартиры, Доктор Клэр Браун видит своего отца, Маилза Брауна. Мужчине становится резко плохо, и доктор Браун, заподозрив инсульт, везёт его в больницу. В ходе осмотра становится понятно, что у Маилза Браун запущенный рак, он отказывается от операции, которая, хотя и очень сложна, может быть его единственным шансом справиться с болезнью. Клэр так сильно зла на отца, бросившего её в детстве, что абстрагируется от него, его медицинских проблем, не желает общаться. Разговоры с коллегами, Одри Лим и Шоном Мёрфи, помогают Клэр понять, что прощение, о котором просит отец, нужно больше не Маилзу, а в первую очередь ей самой. Клэр убеждает отца сделать операцию и соглашается на примирение. Примириться с новым положением вещей очень тяжело и Шону с Леей: ожидание ребёнка не сближает молодых людей, а, наоборот, отдаляет их друг от друга, возникает непонимание, обиды и, как следствие, чувство одиночества. Морган Резник продолжает подкалывать Алекса Парка, несмотря на то, что у них был секс, в какой-то момент она переходит границы и открыто унижает Алекса на глазах его начальника. Сильно задетый этой выходкой Парк говорит, что готов отказаться от любовных отношений, если Морган не начнёт вести себя по-человечески. И его угроза подействовала. |            |                                                                            |                  |                                                               |                 |                     |
| 70 | 14         | «Мальчик или девочка?» «Gender Reveal»                                     | Тим Соутэм       | Дебби Эзер                                                    | 19 апреля 2021  | 4,15                |
| Алекс Парк и Морган Резник регулярно спят вместе, но полноценными любовными их отношения назвать нельзя. Морган настаивает, что Алексу нужно встречаться и с другими женщинами тоже, она взламывает его страничку на сайте знакомств, меняет его фото на более сексуальную, просматривает анкеты заинтересовавшихся женщин, подыскивая пассию своему любовнику. Алекса такое поведение Морган удивляет и обижает. Алекс идет на свидание с коллегой. Лея напоминает Шону, что у них начинаются занятия в школе будущих родителей. Шон считает, что он как врач хорошо подготовлен и занятия ему не нужны, но уступает своей девушке. После колебаний и переживаний Шон соглашается и на помощь доулы в родах. Шон и Лея узнают пол их будущего ребёнка, у них дочь. |            |                                                                            |                  |                                                               |                 |                     |
| 71 | 15         | «Ожидание» «Waiting»                                                       | Гари Хоуз        | Телесценарий: Дэвид Хоселтон и Дэвид Шор Сюжет: Орен Готтфрид | 26 апреля 2021  | 3,78                |
| В отделение скорой помощи больницы Святого Бонавентуре привозят двух девятилетних мальчиков с тяжёлыми огнестрельными ранениями. Пока идут сложнейшие и длительные операции, матери мальчиков ждут в приёмном покое, где находится и Лея, которая пришла в лабораторию сдать анализы. Лея очень сопереживает матерям и всячески старается поддержать их. Она переносит их боль и страх потерять детей на себя. Доктора Шон Мёрфи и Алекс Парк тоже воспринимают несчастье этих двух семей как личное, но разговор с Аароном Глассманом, в случае Шона, и отрезвляющее замечание Морган Резник в сторону Алекса Парка помогают им собраться, найти единственно верные решения и спасти пациентов. После такой напряжённой смены по пути домой Лее неожиданно становится плохо. |            |                                                                            |                  |                                                               |                 |                     |
| 72 | 16         | «Доктор Тед» «Dr. Ted»                                                     | Энн Рентон       | Патти Карр и Сэм Чанс                                         | 10 мая 2021     | 3,91                |
| Лея с острой болью в животе оказывается на приёме у доктора Кэрол Браун. Осмотр при помощи УЗИ показывает, что всё хорошо, но беспокойство Шона подталкивает Кэрол к дальнейшим исследованиям, в ходе которых выявляется редкая патология сосудов матки, что грозит потерей ребенка. Сложная операция, предложенная Шоном, может помочь укрепить стенки сосудов и дать Лее шанс доносить ребёнка, но самому Шону не разрешают участвовать в её проведении. Шону, как выдающемуся хирургу и крайне тревожному родителю, сложно довериться другим врачам. Операция проходит успешно, но после у Леи образуются тромбы в сосудах, один успешно удаляют, а другой приводит к смерти плода. Лея не в состоянии рожать мёртвого ребенка, ей делают выскабливание. Убитые горем Шон и Лея покидают больницу. |            |                                                                            |                  |                                                               |                 |                     |
| 73 | 17         | «Отпустить» «Letting Go»                                                   | Джеймс Дженн     | Дорис Иган                                                    | 17 мая 2021     | 3,80                |
| Несмотря на то, что у него осталось ещё несколько дней отгулов, Шон возвращается к работе, считая, что так ему будет легче восстановиться после потери ребёнка. Лея же никак не может вернуться к прежней жизни, она погружена в депрессию, не в состоянии даже рассказать своей матери об утрате. Поговорив и с доктором Глассманом, и с Маркусом Эндрюсом, Шон находит верный способ поддержать Лею. Просто быть рядом, молча разделив всю ту боль, через которую она проходит. |            |                                                                            |                  |                                                               |                 |                     |
| 74 | 18         | «Простить или забыть» «Forgive or Forget»                                  | Ли Фридлендер    | Томас Л. Моран и Дэвид Рено                                   | 24 мая 2021     | 4,03                |
| Шон решает, что верный способ немного взбодрить скорбящую Лею, отвлечь от грусти — это пойти в поход. Но обстоятельства против молодых людей. Они с трудом приспосабливаются к окружающей среде. На следующее утро, во время пешего похода, Шон падает с бревна и серьёзно повреждает лодыжку. Чтобы спасти ногу Шона и его жизнь, Леа делает экстренную операцию, используя комплект для ремонта палатки, рыболовный крючок, карманный нож и бутылку с текилой. |            |                                                                            |                  |                                                               |                 |                     |
| 75 | 19         | «Прибытие» «Venga»                                                         | Майк Листо       | Лиз Фридман                                                   | 31 мая 2021     | 3,56                |
| Доктор Маркус Эндрюс, Лим, Браун, Резник, Парк, Мёрфи едут с гуманитарной миссией в Гватемалу. Они должны отобрать наиболее подходящих пациентов из тяжелобольных местных жителей, чтобы провести двенадцать гарантированно успешных операций. Выбор предстоит крайне тяжёлый, так как нуждающихся много, а согласованных операций должно быть только двенадцать. Леа, которая тоже участвует в командировке в качестве технической поддержки, не может справиться с вновь наступающей грустью по своему потерянному ребёнку и решает уехать к родителям в Херши, Пенсильванию. Между доктором Лим и врачом от принимающей стороны Матео Рендоном Осмой возникает взаимное влечение, которое выливается в любовную связь. |            |                                                                            |                  |                                                               |                 |                     |
| 76 | 20         | «Начнём» «Vamos»                                                           | Майк Листо       | Питер Блейк и Дэвид Шор                                       | 7 июня 2021     | 3,99                |
| Список пациентов, кому будут проведены операции, согласован. Первый же операционный день затруднён отключением электричества, резервный генератор тоже не работает, и врачи вынуждены работать в стеснённых обстоятельствах. Доктор Маркус Эндрюс, который переживает разлад с женой (данную командировку он воспринимает как возможность подумать, хочет ли он сохранять семью или нет), отдаёт своё обручальное кольцо, чтобы заплатить за необходимые для успешного завершения операции медикаменты, для своего маленького пациента. У пациентки Клэр, Эдны, непосредственно во время операции диагностирован рак желчного пузыря; Клэр проводит операцию значительно сложнее и длиннее ранее запланированной, она спасает пациентку. Между докторами Одри Лим и Матео Осмой возникает связь глубже, чем они предполагали вначале; Одри рассказывает о своем посттравматическом расстройстве, Матео рассказывает, что в Соединённых Штатах есть ордер на его арест; Матео обещает разобраться с юридическими проблемами и приехать в Сан Хосе. Морган и Парк наконец-то признаются в любви друг к другу, теперь они вместе. Клэр решает не возвращаться со всеми в США, а остаться работать в больнице в Гватемале. Леа больше не хочет возвращаться к родителям в Пенсильванию, она поняла, что грусть со временем утихнет, а всю свою жизнь она хочет провести с Шоном. Лея делает Шону предложение, он, ошарашенный и счастливый, соглашается. |            |                                                                            |                  |                                                               |                 |                     |

### Сезон 5 (2021—2022)
| № общий | № в сезоне | Название                                       | Режиссёр          | Автор сценария                                                                                | Дата премьеры    | Зрители в США (млн) |
| ------- | ---------- | ---------------------------------------------- | ----------------- | --------------------------------------------------------------------------------------------- | ---------------- | ------------------- |
| 77      | 1          | «Новые начинания» «New Beginnings»             | Майк Листо        | Лиз Фридман и Дэвид Шор                                                                       | 27 сентября 2021 | 3,99                |
| 78      | 2          | «Кусок пирога» «Piece of Cake»                 | Тим Соутэм        | Трэйси Тейлор, Дэвид Хоселтон и Дэвид Рено                                                    | 4 октября 2021   | 3,73                |
| 79      | 3          | «Уровень интеллекта» «Measure of Intelligence» | Энн Рентон        | Адам Скотт Вайсман и Томас Л. Моран                                                           | 11 октября 2021  | 3,74                |
| 80      | 4          | «Рациональность» «Rationality»                 | Дэвид Стрэйтон    | Питер Блейк и Тристан Таи                                                                     | 25 октября 2021  | 4,10                |
| 81      | 5          | «Безумный город» «Crazytown»                   | Ребекка Молин     | Сэм Чэнс и Джессика Грасл                                                                     | 1 ноября 2021    | 3,64                |
| 82      | 6          | «Сердце» «One Heart»                           | Сара Уэйн Кэллис  | Эйприл Фицсиммонс и Дэвид Рено                                                                | 15 ноября 2021   | 3,69                |
| 83      | 7          | «Просроченный» «Expired»                       | Майк Листо        | Марк Роземан и Джим Адлер                                                                     | 22 ноября 2021   | 4,22                |
| 84      | 8          | «Мятеж» «Rebellion»                            | Гари Хоуз         | Томас Л. Моран                                                                                | 28 февраля 2022  | 3,44                |
| 85      | 9          | «Йо-хо-хо!» «Yippee Ki-Yay»                    | Дин Таи           | Дэвид Хоселтон и Адам Скотт Вайсман                                                           | 7 марта 2022     | 3,48                |
| 86      | 10         | «День обмана» «Cheat Day»                      | Майк Листо        | Питер Блейк и Трэйси Тейлор                                                                   | 14 марта 2022    | 3,66                |
| 87      | 11         | «Семья» «The Family»                           | Мина Шум          | Дэвид Рено и Джессика Грасл                                                                   | 21 марта 2022    | 3,84                |
| 88      | 12         | «Засуха» «Dry Spell»                           | Боседе Уильямс    | Сэм Чэнс и Эйприл Фицсиммонс                                                                  | 28 марта 2022    | 3,86                |
| 89      | 13         | «Боль роста» «Growing Pains»                   | Кэйман Грант      | Джим Адлер                                                                                    | 4 апреля 2022    | 3,66                |
| 90      | 14         | «Складчина» «Potluck»                          | Ребекка Молин     | Марк Роземан                                                                                  | 11 апреля 2022   | 3,99                |
| 91      | 15         | «Мой путь» «My Way»                            | Аарон Роттингхаус | Тристан Таи и Адам Скотт Вайсман                                                              | 18 апреля 2022   | 3,77                |
| 92      | 16         | «Шоу Шона» «The Shaun Show»                    | Дэвид Стрэйтон    | Трэйси Тейлор                                                                                 | 2 мая 2022       | 3,68                |
| 93      | 17         | «Шоу Леи» «The Lea Show»                       | Стивен ДеПол      | Дэвид Хоселтон и Дэвид Рено                                                                   | 9 мая 2022       | 3,08                |
| 94      | 18         | «Сыновья» «Sons»                               | Дэвид Шор         | Телесценарий: Дэвид Шор, Джессика Грасл и Натали Тубуль Сюжет: Джессика Грасл и Натали Тубуль | 16 мая 2022      | 3,45                |

### Сезон 6 (2022—2023)
| № общий | № в сезоне | Название                                                             | Режиссёр            | Автор сценария                     | Дата премьеры   | Зрители в США (млн) |
| ------- | ---------- | -------------------------------------------------------------------- | ------------------- | ---------------------------------- | --------------- | ------------------- |
| 95      | 1          | «После вечеринки» «Afterparty»                                       | Майк Листо          | Питер Блейк                        | 3 октября 2022  | 3,54                |
| 96      | 2          | «Смена перспективы» «Change of Perspective»                          | Энн Рентон          | Эйприл Фицсиммонс и Томас Л. Моран | 10 октября 2022 | 3,18                |
| 97      | 3          | «Знак свыше» «A Big Sign»                                            | Ребекка Молин       | Лиз Фридман и Джессика Грасл       | 17 октября 2022 | 3,00                |
| 98      | 4          | «Осколки» «Shrapnel»                                                 | Эллисон Лидди-Браун | Томас Л. Моран и Тристан Таи       | 24 октября 2022 | 3,20                |
| 99      | 5          | «Возможности для роста» «Growth Opportunities»                       | Дэниел Дэ Ким       | Питер Блейк                        | 31 октября 2022 | 3,31                |
| 100     | 6          | «Взволнованный и раздражённый» «Hot and Bothered»                    | Дэвид Шор           | Дэвид Хоселтон и Дэвид Рено        | 21 ноября 2022  | 3,09                |
| 101     | 7          | «Парни не плачут» «Boys Don't Cry»                                   | Майк Листо          | Гаррет Лернер и Адам Скотт Вайсман | 28 ноября 2022  | 3,32                |
| 102     | 8          | «Извини, мне не жаль» «Sorry, Not Sorry»                             | Боседе Уильямс      | Трэйси Тейлор и Сэм Чэнс           | 5 декабря 2022  | 3,22                |
| 103     | 9          | «Сломанный или нет» «Broken or Not»                                  | Майк Листо          | Джим Адлер и Джеф Кью              | 12 декабря 2022 | 3,56                |
| 104     | 10         | «Тихий и громкий» «Quiet and Loud»                                   | Джеймс Дженн        | Джессика Грасл и Натали Тубуль     | 23 января 2023  | 3,29                |
| 105     | 11         | «Хороший мальчик» «The Good Boy»                                     | Гари Хоуз           | Мелейна Райт и Питер Блейк         | 30 января 2023  | 3,43                |
| 106     | 12         | «365 градусов» «365 Degrees»                                         | Ребекка Молин       | Томас Л. Моран и Дэвид Рено        | 6 февраля 2023  | 3,14                |
| 107     | 13         | «39 различий» «39 Differences»                                       | Кэйман Грант        | Джим Адлер и Джеф Кью              | 13 февраля 2023 | 3,09                |
| 108     | 14         | «Твердое сердце» «Hard Heart»                                        | Джеймс Дженн        | Гаррет Лернер                      | 27 февраля 2023 | 3,12                |
| 109     | 15         | «Старые друзья» «Old Friends»                                        | Майк Листо          | Адам Скотт Вайсман                 | 6 марта 2023    | 3,33                |
| 110     | 16         | «Хороший адвокат» «The Good Lawyer»                                  | Рубен Флейшер       | Дэвид Шор и Лиз Фридман            | 13 марта 2023   | 3,41                |
| 111     | 17         | «Вторые шансы и прошлые сожаления» «Second Chances and Past Regrets» | Мина Шум            | Трэйси Тейлор и Джеф Кью           | 20 марта 2023   | 3,48                |
| 112     | 18         | «Мгновение» «A Blip»                                                 | Филлип Риз Чаудхари | Сэм Чэнс                           | 3 апреля 2023   | 3,35                |
| 113     | 19         | «Полумеры» «Half Measures»                                           | Фредди Хаймор       | Дэвид Рено                         | 10 апреля 2023  | 3,40                |
| 114     | 20         | «Благословенный» «Blessed»                                           | Гари Хоуз           | Томас Л. Моран и Джим Адлер        | 17 апреля 2023  | 3,48                |
| 115     | 21         | «Прекрасный день» «A Beautiful Day»                                  | Стивен ДеПол        | Дэвид Хоселтон и Питер Блейк       | 24 апреля 2023  | 3,69                |
| 116     | 22         | «Труды любви» «Love's Labor»                                         | Майк Листо          | Джессика Грасл и Гаррет Лернер     | 1 мая 2023      | 3,87                |

### Сезон 7 (2024)
| № общий | № в сезоне | Название                                       | Режиссёр            | Автор сценария                                                                                 | Дата премьеры   | Зрители в США (млн) |
| --- | ---------- | ---------------------------------------------- | ------------------- | ---------------------------------------------------------------------------------------------- | --------------- | ------------------- |
| 117 | 1          | «Малыш, малыш, малыш» «Baby, Baby, Baby»       | Ребекка Молин       | Лиз Фридман и Джессика Грасл                                                                   | 20 февраля 2024 | 2,86                |
| Шон и Лея спорят о том, как обращаться с малышом Стивом, которому сейчас две недели. Шон возвращается к работе и присоединяется к доктору Лим, которая лечит малыша Джека Пирса, которому нужно новое сердце. Однако приемной дочери Морган, Иден, тоже нужно новое сердце. Шон вынужден принять трудное решение отдать сердце Джеку, который болен сильнее, но он придумывает план по пересадке здоровых клапанов Джека к Иден, чтобы спасти ее. Хотя есть некоторые незначительные осложнения, обе операции прошли успешно. Морган пытается справиться сама не полагаясь на Парка, но после того, как он говорит ей об этом, она меняет мнения, назвав Идеи их ребенком. Джордан приглашает Джареда на ужин после ухода Дэнни. После ухода Эндрюса Глассман и Лим пытаются назначить друг друга временным главврачом, в результате чего оба занимают эту должность. Хотя Глассман все еще не в ладах с Шоном, он берет Стива, чтобы дать Шону и Леи немного поспать. |            |                                                |                     |                                                                                                |                 |                     |
| 118 | 2          | «Личная заинтересованность» «Skin in the Game» | Фредди Хаймор       | Гаррет Лернер и Натали Тубуль                                                                  | 27 февраля 2024 | 2,52                |
| Шон, Джаред, Джордан и новый ординатор страдающий аутзмом, Чарли Лукайтис, лечат человека по имени Рич у которого Силикоз и ему нужны новые легкие. Чарли боготворит Шона, которого раздражают ее постоянные ошибки. Чарли случайно узнает, что дочь Рича - секс-работница, из-за чего он отказывается от операции. Шон убеждаего Рича принять дочь независимо от того, чем она зарабатывает на жизнь. Парк, Ашер и новичок Доминик Хубанк работают с Салом, у которого опухоль мозга. Парк не доверяет ему, но решает сделать операцию, которая проходит успешно. Однако Рич не сдерживает обещание бросить азартные игры. Лея чувствует себя плохой матерью, потому что Стиву недостаточно ее грудного молока, она разделяет мнение Морган о том, насколько сложно быть матерью. Глассман и Лим пытаются превзойти друг друга в первый день сопрезиденства, но заключают перемирие, чтобы разделить рабочую нагрузку. Шон отказывается присутствовать на вечеринке Морган в честь Иден, потому что не хочет видеть Глассмана, который не пришел на рождение в честь Стива, но передумал; Шон и Глассман смиряются с конфликтом и извиняются друг перед другом.               |            |                                                |                     |                                                                                                |                 |                     |
| 119 | 3          | «Необходимая поддержка» «Critical Support»     | Джеймс Дженн        | Томас Л. Моран                                                                                 | 19 марта 2024   | 2,15                |
| Шон, Калу, Ашер и Чарли лечат Фиппса, студента колледжа, который повредил голову во время братской вечеринки. Шона раздражает навязчивое и непрофессиональное поведение Чарли, но она отказывается признавать ошибки. Споры Лим и Глассмана о том, как успокоить совет больницы, заставляют давать Шону противоречивые советы по поводу общения с Чарли. Собираясь сделать операцию Фиппсу, Чарли просит потрогать желчный пузырь и находит в нем острый предмет, который Шон удаляет. Несмотря на это, Шон говорит Чарли что она станет отличным патологоанатомом, но не хирургом. Лим и Глассман пытаются убедить Шона дать Чарли шанс, но он отказывается, упоминая Мелендеса, Эндрюса и Хана, которые вели себя с ним также. Тем временем Парк, Доминик и Джером работают над мужчиной, рука которого застряла в мясорубке. Несмотря на страх Доминика перед кровью, он помогает спасти руку пациенту. Морган решает назначить Шона и Лею опекунами Иден, если с ней и Парком что-либо случится. По началу, она не хотела оставлять Парка опекуном, но передумала, после того как Доминик хвалит его как врача и человека                                                  |            |                                                |                     |                                                                                                |                 |                     |
| 120 | 4          | «Романтический вечер» «Date Night»             | Эллисон Лидди-Браун | Дэвид Хоселтон и Трэйси Тейлор                                                                 | 26 марта 2024   | 2,51                |
| Шон, Дом и Ашер лечат 38-летнего Кэмерона с ранней болезнью альцгеймера, который разбился на машине. Его жена Джилли беременна, но боится что забота и он нем, и о ребенке будет непосильной задачей. Однако позже Шон определяет, что у пациента нет болезни Альцгеймера: он стралает от сдавления яремной вены. Тем временем Джордан, Парк и Чарли помогают Натану, другу Джордан, слух которого, скорее всего, пострадает после удаления опухоли головного мозга. Исследования Чарли в области искусственого интеллекта помогли провести операцию не повредив слух. Неожиданно приезжает мать Лим - Эйлин. Но Лим просит Глассмана провести время с ней. Парк и Морган пытаются провести время вместе, но их прерывает Иден. Шон и Лия тоже почти не разговаривают, потому что устают от работы и заботы о Стиве, поэтому решают устроить романтический вечер в караоке-баре, который раньше часто посещали. Но вместо свидания, они только осознают, что мир, в котором они жили полностью изменился, и их жизнь больше никогда не будет прежней. |            |                                                |                     |                                                                                                |                 |                     |
| 121 | 5          | «Достигший умиротворения» «Who At Peace»       | Дин Таи             | Питер Блейк и Адам Скотт Вайсман                                                               | 3 апреля 2024   | 2,56                |
| По настоянию Лим и Глассмана, Шон вынужден работать с Чарли. Вместе с Джаредом они лечат 14-летнюю Люси, страдающую ожирением. Она соглашается на операцию по резекции желудка, но Чарли перечисляет все риски не указывая на вероятность. Шон злится, а Люси и ее мать отказываются от операции. Чарли исправляет ситуацию рассказом о своем детстве, но допускает еще одну ошибку в операционной, в результате чего Шон отстраняет ее. Глассман сообщает, что Чарли подала на него жалобу. Тем временем Парк и Ашер лечат Скотта, 75-летнего мужчину, чья невеста, Ронит - молодая еврейка, у которой диагностирован рак яичников 3-й стадии. Пара в отчаянии - Скотт еще не восстановился от операции на бедре не успеет завершить обращение в иудаизм, чтобы жениться до смерти Ронит. Цинизм Ашера по поводу брака расстраивает Джареда. Ашер связывается с Бенджамином, раввином, чтобы облегчить обращение Скотта в иудаизм и свадьбу с Ронит. В конце рабочего дня, по дороге домой, Ашер вступается за ограбленную синагогу Бенджамина, но получив удар прутом по голове, умирает. Одинокий Джаред остается в ресторане, где он планировал сделать предложение Ашеру. |            |                                                |                     |                                                                                                |                 |                     |
| 122 | 6          | «Событие с массовыми жертвами» «M.C.E.»        | Майк Листо          | Дэвид Рено и Тристан Таи                                                                       | 9 апреля 2024   | 2,62                |
| Больница, все еще не оправившаяся от убийства Ашера, имеет дело с событием с массовыми жертвами: мужчина въехал в толпу на автобусе. Лим назначает Шона ответственным, поскольку он не даст эмоциям помешать. Лим борется с постоянной потерей пациентов, мать говорит что ее отец страдал от клинической депрессии, и она опасается, что болезнь передалась по наследству. Джордан, которой особенно тяжело далась смерть Ашера, трудно лечить водителя, но она сочувствует ему после разговора с его матерью. По просьбе Шона, Глассман оперирует пациента в критическом состоянии. Чарли тоже пытается помочь Шону, и они вместе спасают отца двоих детей. Чарли отзывает жалобу на Шона. Дому сложно работать даже с простыми случаями из-за боязни крови, но Морган заверяет, что его изобретательность спасет много жизней. Лим хвалит Шона за лидерство во время кризиса. |            |                                                |                     |                                                                                                |                 |                     |
| 123 | 7          | «Вера» «Faith»                                 | Стивен ДеПол        | Телесценарий: Мелания Райт и Гаррет Лернер Сюжет: Мелания Райт, Джессика Грасл и Гаррет Лернер | 30 апреля 2024  | 2,58                |
| У Шона и Джордан пациент Наоми, которому нужна почка. Мужчина соглашается добровольно пожертвовать ее, но Джордан отказывается иметь с ним дело после заявления, что он Иисус. Шон выясняет, что у мужчины феохромоцитома почки, что объясняет его психическое состояние. После операции он признается, что его зовут Карл, и больше не хочет отдавать почку. Но увидев обеспокоенную семью Наоми, Карл меняет выбор. Парк и Джаред лечат Пола, у которого опухоль мозга, которую можно удалить, но в результате он останется парализованным, от чего он отказался, не желая быть обузой для своей влиятельной дочери Евы. Джером, еще не оправившийся от смерти Ашера, вразумляет Пола. Потом Джаред еще раз навещает Джерома со списком хобби, которыми хотел заняться Ашер, и делает татуировку в виде двух ложек. Глассман лечит Ханну, которая принимает наркотики, и которая очень похожа на его покойную дочь Мэдди. Шон обеспокоен тем, что у Стива, возможно, проявляются ранние признаки аутизма - он никак не отреагировал, когда его отдали няне. |            |                                                |                     |                                                                                                |                 |                     |
| 124 | 8          | «Эффект обзора» «The Overview Effect»          | Трэйси Тейлор       | Телесценарий: Яоу Доу и Дэвид Хоселтон Сюжет:Яоу Доу, Дэвид Хоселтон и Питер Блейк             | 7 мая 2024      | 2,20                |
| 125 | 9          | «Без всяких "если"» «Unconditional»            | Майк Листо          | Томас Л. Моран и Адам Скотт Вайсман                                                            | 14 мая 2024     | 2,29                |
| 126 | 10         | «Прощание» «Goodbye»                           | Дэвид Шор           | Лиз Фридман, Джессика Грасл и Дэвид Шор                                                        | 21 мая 2024     | 2,47                |
| Шон, узнав о диагнозах Клэр и Глассмана, пытается спасти их обоих, однако спустя время смиряется с реальностью - рак Глассмана неизлечим. Глассман помогает Шону с проведением экспериментального лечения, которое спасает жизнь Клэр. Через несколько лет, Шон, который теперь выступает главой хирургии в больнице, рассказывает о том, что вместе с Клэр он основал фонд для поддержки нейроразнообразия имени Аарона Глассмана, у него уже 10-ти летний Стив, а еще появилась дочь. Чарли стала врачом и обучает уже своих ординаторов, а Дом основал свою клинику. |            |                                                |                     |                                                                                                |                 |                     |